# ISO 3166-2:IR
ISO 3166-2:IR è uno standard ISO che definisce i codici geografici delle suddivisioni dell'Iran; è un sottogruppo dello standard ISO 3166-2.
I codici, assegnati alle 31 province del paese, sono formati da IR- (sigla ISO 3166-1 alpha-2 dello Stato), seguito da due cifre.

## Codici
| Codice | Provincia                |
| ------ | ------------------------ |
| IR-30  | Alborz                   |
| IR-24  | Ardabil                  |
| IR-04  | Azerbaigian Occidentale  |
| IR-03  | Azerbaigian Orientale    |
| IR-18  | Bushehr                  |
| IR-14  | Chahar Mahal e Bakhtiari |
| IR-10  | Esfahan                  |
| IR-07  | Fars                     |
| IR-01  | Gilan                    |
| IR-27  | Golestan                 |
| IR-13  | Hamadan                  |
| IR-22  | Hormozgan                |
| IR-16  | Ilam                     |
| IR-08  | Kerman                   |
| IR-05  | Kermanshah               |
| IR-29  | Khorasan Meridionale     |
| IR-09  | Razavi Khorasan          |
| IR-28  | Khorasan Settentrionale  |
| IR-06  | Khūzestān                |
| IR-17  | Kohgiluyeh e Buyer Ahmad |
| IR-12  | Kurdistan                |
| IR-15  | Lorestan                 |
| IR-00  | Markazi                  |
| IR-02  | Mazandaran               |
| IR-26  | Qazvin                   |
| IR-25  | Qom                      |
| IR-20  | Semnan                   |
| IR-11  | Sistan e Baluchistan     |
| IR-23  | Teheran                  |
| IR-21  | Yazd                     |
| IR-19  | Zanjan                   |